# Mnesilochus jenswilhelmjanzeni
Mnesilochus jenswilhelmjanzeni är en insektsart som först beskrevs av Oliver Zompro 2007.  Mnesilochus jenswilhelmjanzeni ingår i släktet Mnesilochus och familjen Phasmatidae. Inga underarter finns listade i Catalogue of Life.